# Musée national estonien

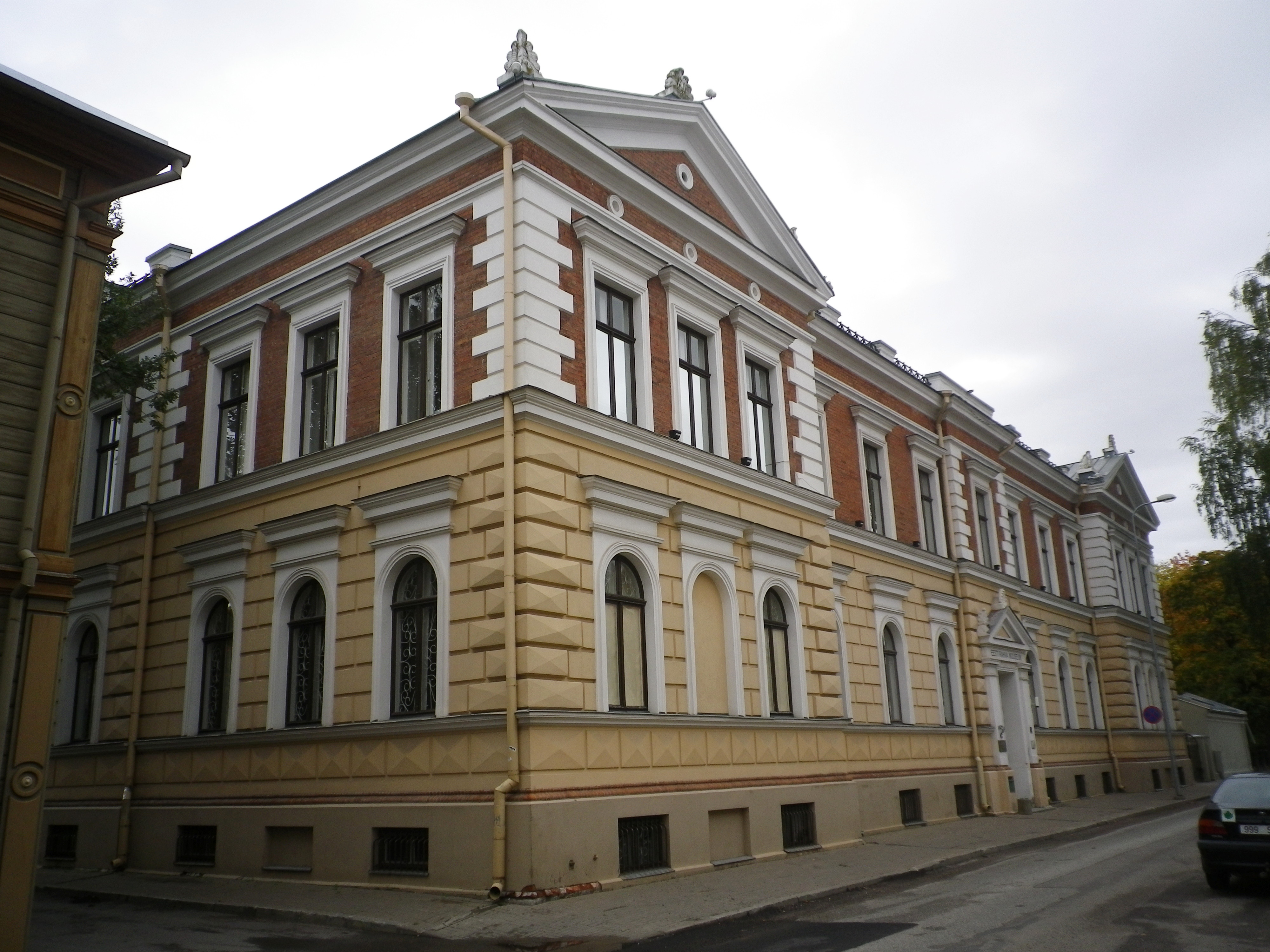
Ancien bâtiment du Musée national estonien, 1909.

Le Musée national estonien (estonien : Eesti Rahva Muuseum) est un musée situé à Tartu en Estonie. Il présente l'histoire, la vie quotidienne et les traditions des Estoniens ainsi que des peuples finno-ougriens et d'autres minorités composant la population.

## Présentation
Le Musée national estonien est implanté sur le territoire de Raadi,au centre de la ville et occupe une centaine d'hectares. On y retrouvait, avant sa destruction par bombardement lors de la Seconde Guerre mondiale, le manoir de Raadi, ayant appartenu à la famille von Liphart,aristocrates germano-baltes et ayant originellement logé le Musée national estonien à ses débuts.
Le nouveau bâtiment logeant le musée est conçu par les architectes Dan Dorell, Lina Ghotmeh, et Tsuyoshi Tane (DGT, Paris) .
Il est inauguré le 29 septembre 2016 et ouvre officiellement ses portes au public le 1er octobre 2016. Il fait 355 mètres en longueur et 71 mètres en largeur, pour une superficie de 34 000 m2. En plus des 6 000 m2 consacrés aux espaces d'exposition, le programme comprend un auditorium, un restaurant, un café, un centre éducatif constitué de dix salles de classe, une bibliothèque, un laboratoire de recherche, une réserve d'archives et des bureaux, faisant du musée un établissement culturel à vocation multiple.
Sur le plan architectural, le bâtiment en verre et en béton symbolise l'envol du pays par sa toiture décollant progressivement du sol et se prolongeant en rampe vers un espace infini[réf. nécessaire].Le point le plus haut est à 14 mètres du sol.

## Contexte
La nation estonienne est profondément marquée par un historique tumultueux; son territoire est tour à tour envahi par le Danemark, la Suède, la Russie, l'Allemagne, l'URSS et le 3e Reich.Au terme de la Seconde Guerre mondiale, l'Estonie compte 50 000 morts, soit 4,5% de la population d'avant-guerre.C'est le 20 août 1991 que l'Estonie regagne son indépendance après avoir été sous l'occupation soviétique depuis 1944.
Lorsque l'Estonie fait son entrée dans l'Union européenne en 2004, un programme de réformes économiques et sociales est mis en place; la construction d'un nouveau musée national en est une composante significative.

## Concours d'architecture

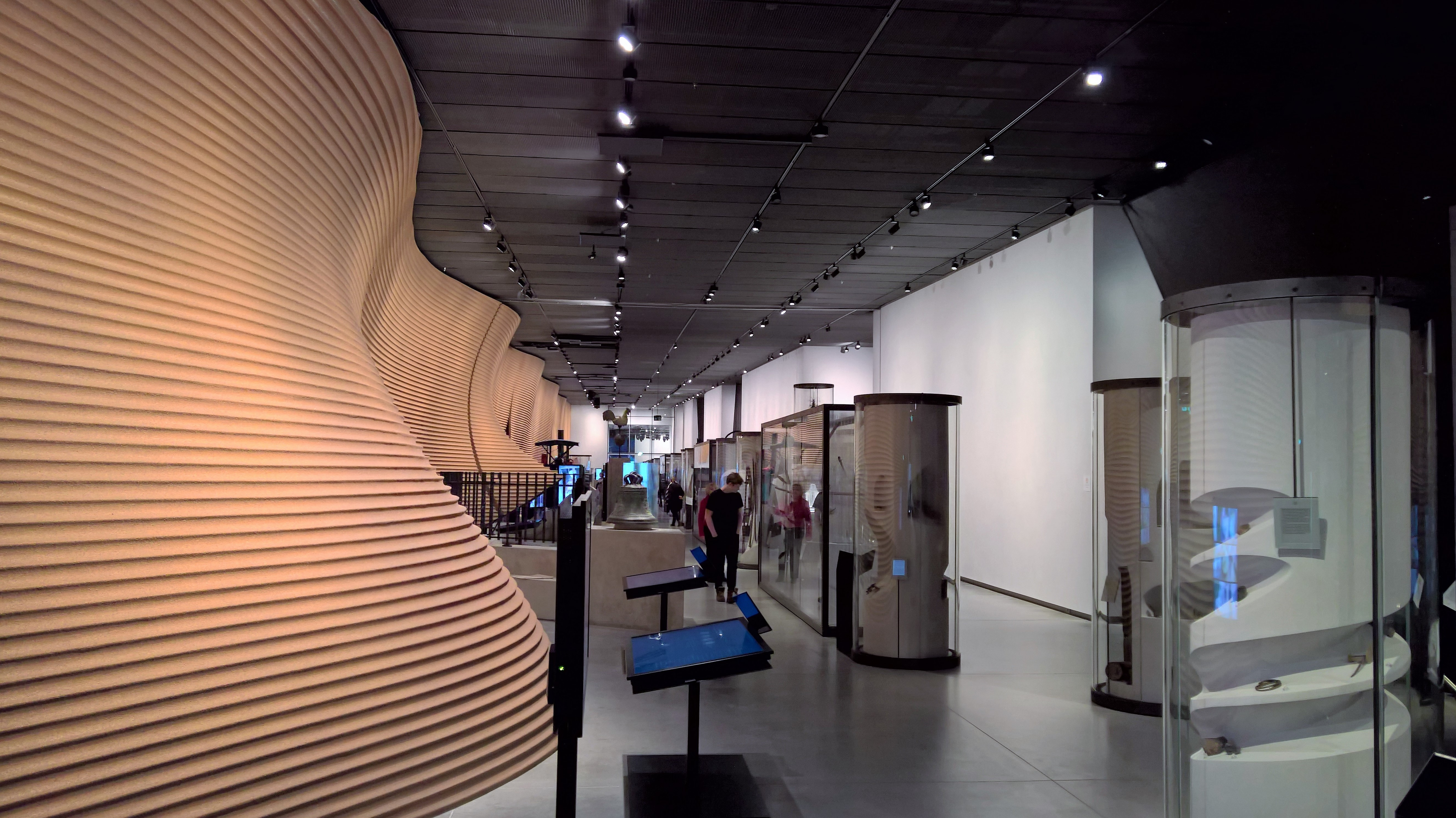
Intérieur du musée.

Un concours international est lancé en 2005 par le ministère estonien de la Culture pour la conception et la réalisation d'un nouveau bâtiment pour abriter le Musée national estonien. Bien que ces années connaissent une effervescence sans précédent en termes d'architecture muséale - plusieurs musées conçus par des architectes célèbres voient le jour concurremment - l'annonce du concours attire de jeunes équipes d'architectes plus ou moins connues. Plus d'une centaine de propositions sont soumises.
La proposition lauréate, intitulée "Memory Field", est soumise par l'agence DGT. Ce collectif composé de trois architectes dont la pratique est basée à Paris défie les instructions du concours; plutôt que d'implanter le bâtiment sur le site désigné, il choisit de réattribuer au musée le territoire occupé par les vestiges d'un aérodrome soviétique.
Bas Smets est le paysagiste du projet du Musée national estonien.

## Collections

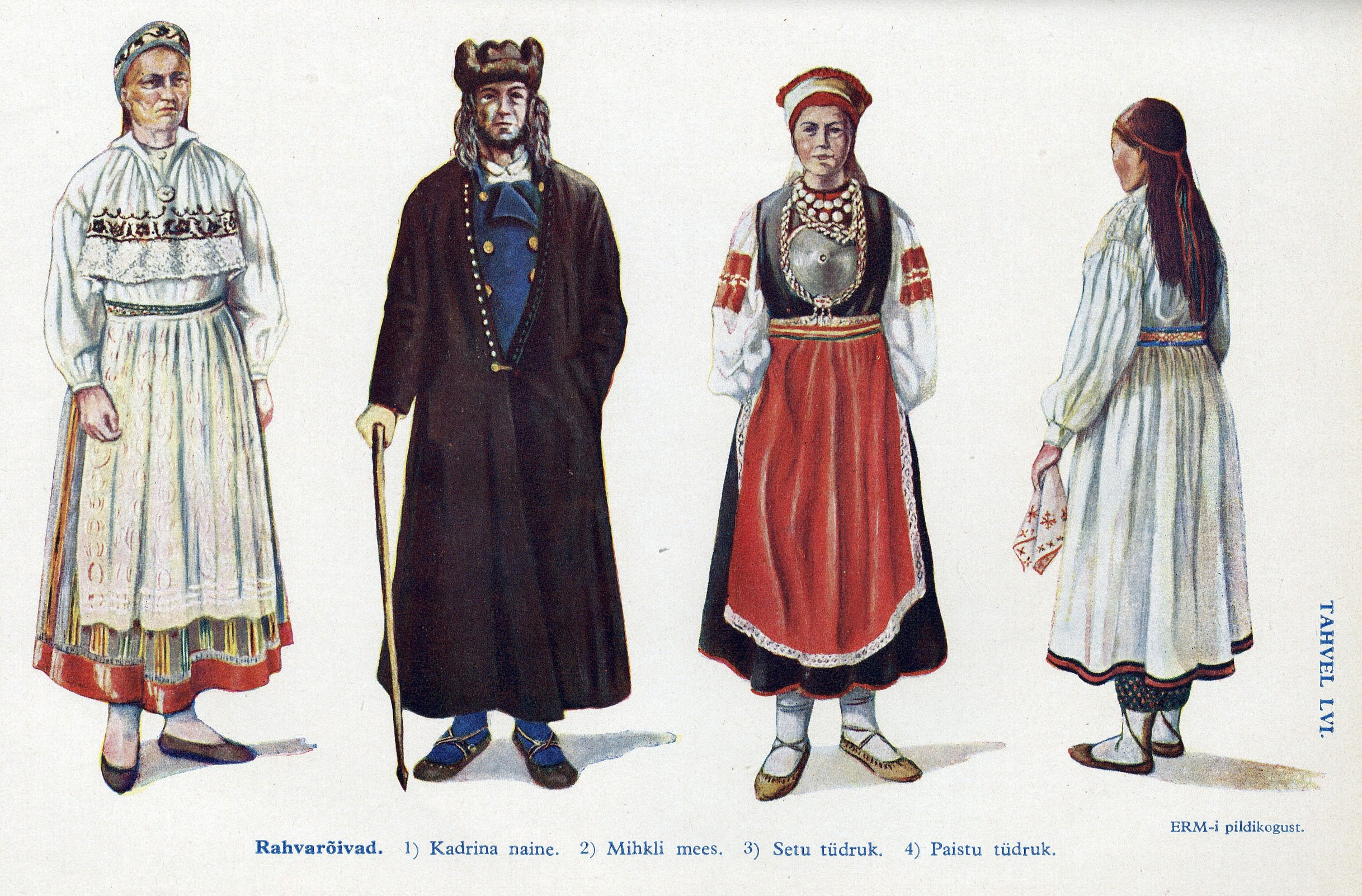
Costumes traditionnels estoniens:
1. Kadrina 2. Mihkli 3.Seto 4. Paistu

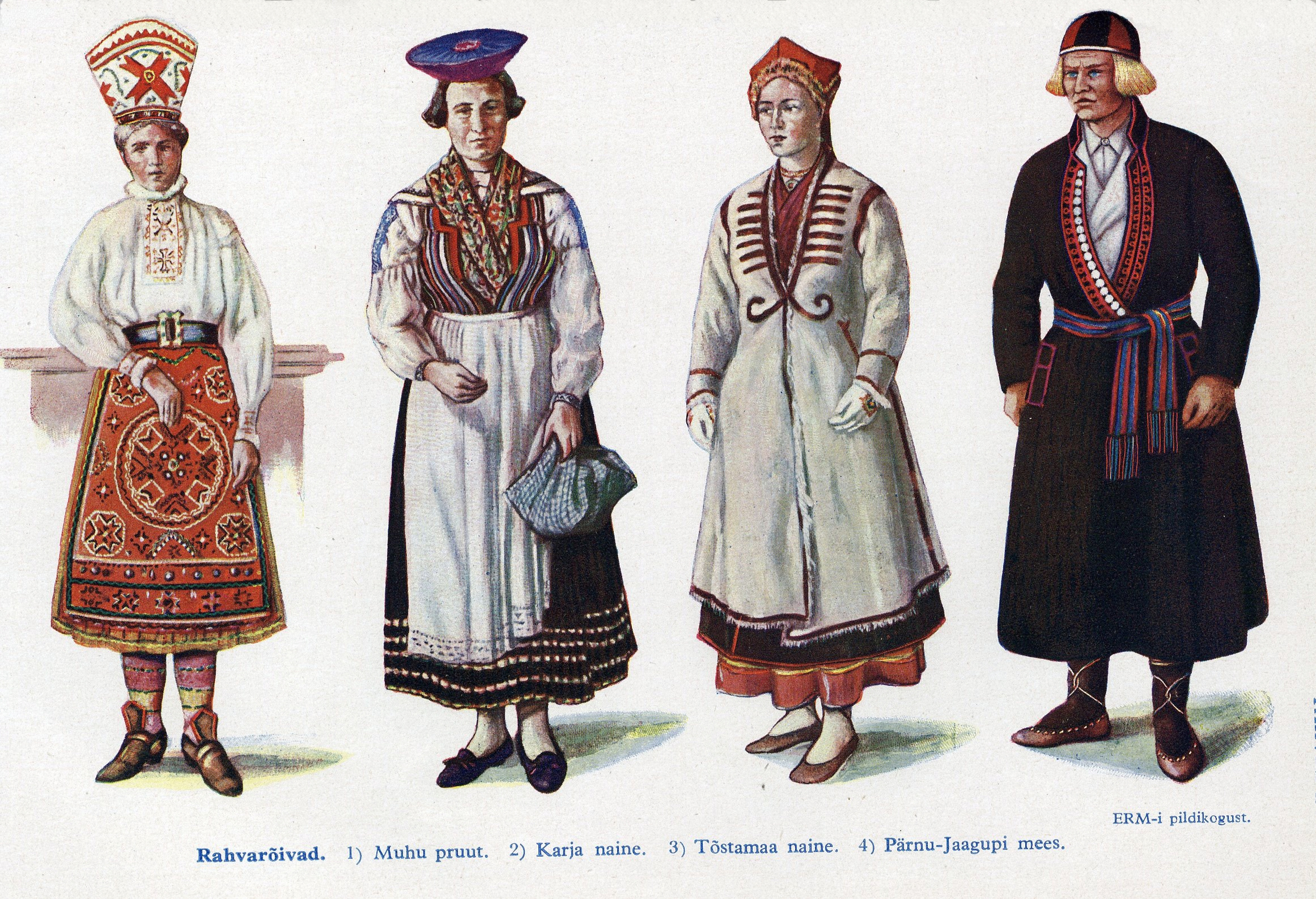
Costumes traditionnels estoniens:
5.Muhu 6.Karja 7. Tõstamaa 8. Pärnu-Jaagupi

La collection du Musée national estonien, née en 1888, comprend 140 000 objets, la majorité étant de nature ethnographique et folklorique.
Le musée présente deux expositions permanentes: "Rencontres et échos de l'Oural" et une exposition temporaire.
Les textes de l'exposition permanente sont disponibles en français depuis janvier 2018.

### Rencontres
Cette exposition permanente présente l'histoire de la formation de l'Estonie et de son identité nationale.
De nombreux costumes traditionnels provenant de différentes régions d'Estonie y sont exposés.
L'objet exposé le plus important, selon le directeur du musée Kaarel Tarand, est sans aucun doute le drapeau original estonien datant de 1884.

### Échos de l'Oural
L'exposition « Échos de l'Oural » montre des facettes de la vie des différents peuples parlant des langues finno-ougriennes à travers les saisons.

### Expositions temporaires
La salle d'expositions temporaires a ouvert en février 2017, et ses expositions y changent chaque année.
En 2018, pour les célébrations du centenaire de la république d'Estonie, une exposition conjointe des musées d'Estonie montre les changements de la société estonienne de 1987 à 1994.

## Prix et distinctions
- Grand Prix AFEX de l'architecture française dans le monde 2016, Paris, France
- Prix Archmarathon Awards 2017 (Catégorie:Bâtiment d'équipement culturel) , Milan Italie
- Best Concrete Building 2016, Tallinn, Estonie
- Estonian Association of Architects Annual Award 2017, Tallinn, Estonie
- Estonian Cultural Endowment Grand Prix by Eesti Kultuurkapital 2018, Tallinn, Estonie

« The strength of the underlying idea proposed by architects is so strong, clear and ever-encompassing, it seems that the concept asserts certain power of its own to drive the project through any difficulties of such large scale realization. The project captures wide context, taking off from the derelict Tarkovsky movie scene landscape of the airfield for immaterial flight of contemporary society to sensitivity and pulsation of Tartu townscape like interior spaces with calm natural materials. The building seems to be both loaded with meaning and identity, but also neutral and welcoming at the same time. It is a true National project and clear winner of this year’s architecture prize! »
— Vytautas Biesksa[réf. nécessaire]

« L'idée sous-jacente du projet proposé par les architectes est si puissante, si claire et si complète que le concept semble acquérir un pouvoir propre, capable de surmonter n'importe quel obstacle inhérent à un projet de cette taille. Le bâtiment prend en compte un contexte plus large, il s'approprie le paysage de l'aérodrome abandonné, digne d'un film de Tarkovsky pour symboliser l'envol métaphysique de la société contemporaine vers la sensibilité et la vie du paysage urbain de Tartu, grâce à ses espaces intérieurs réalisés en matériaux naturels, calmes. Le bâtiment est comme chargé de sens et d'identité, tout en restant neutre et accueillant. C'est un véritable projet national, et ce projet mérite pleinement d'être désigné vainqueur du prix architectural de cette année. »
Le nouveau Musée national estonien remporte à l'unanimité le Grand Prix AFEX de l'architecture française dans le monde à l'édition 2016 du concours, qui récompense des bâtiments livrés à l’étranger par des architectes français: .
Le Grand Prix AFEX pour Architectes français à l'export est remis tous les deux ans à Venise à l'ouverture de la Biennale internationale d'architecture. En 2016 les architectes Dan Dorell, Lina Ghotmeh, Tsuyoshi Tane (DGT, Paris) ont reçu le Grand Prix AFEX par le ministre français de la Culture.

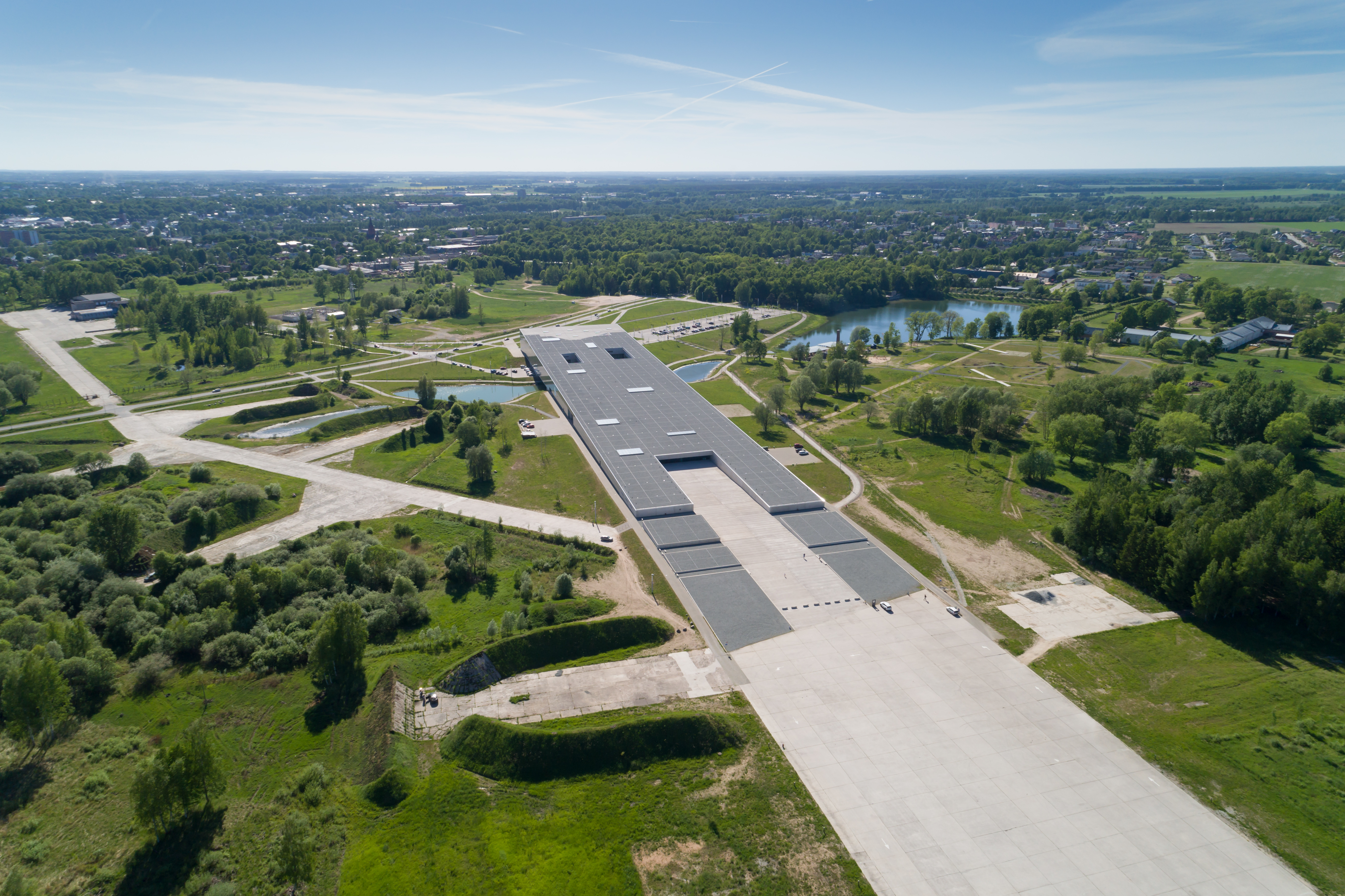
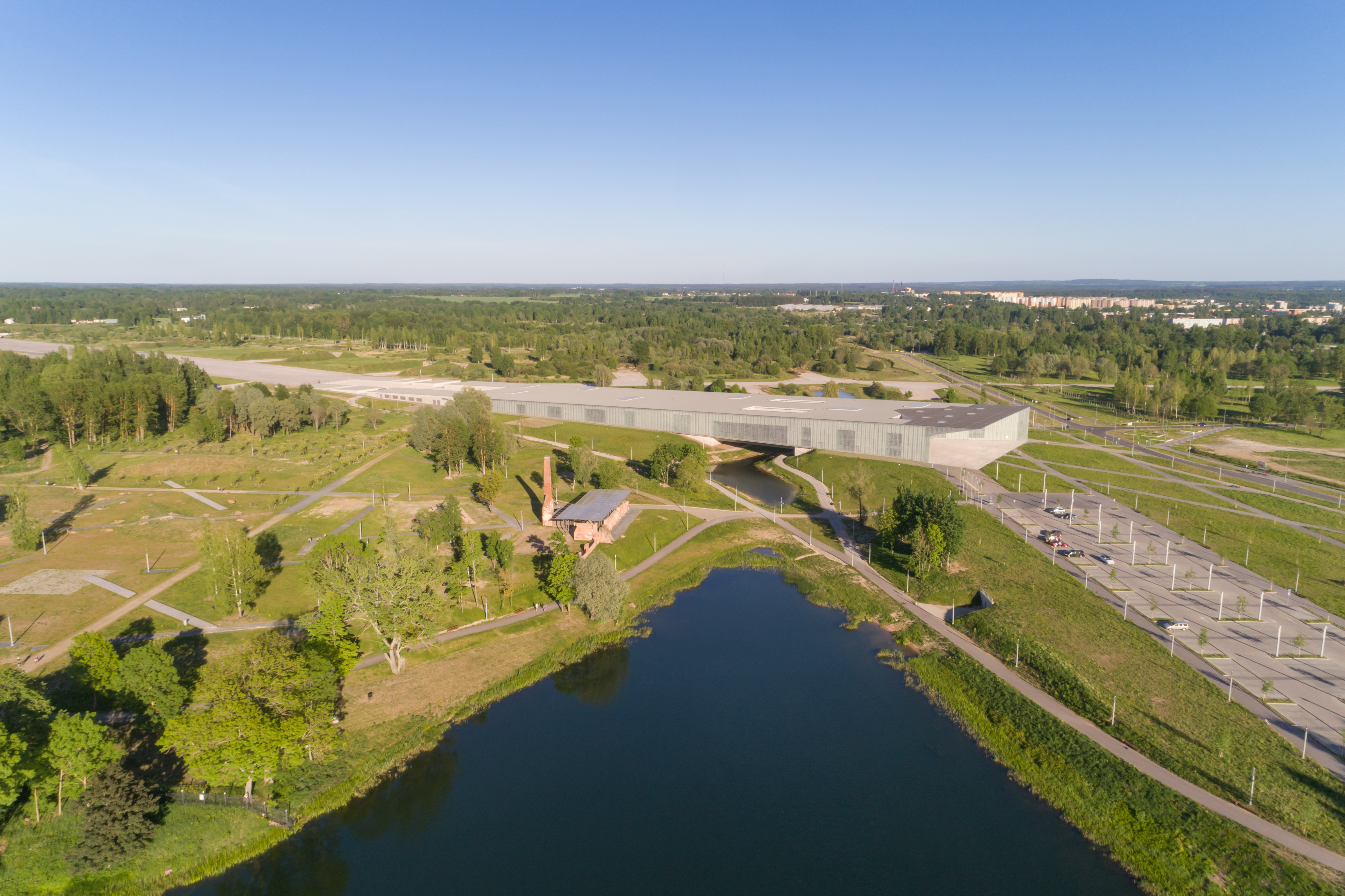
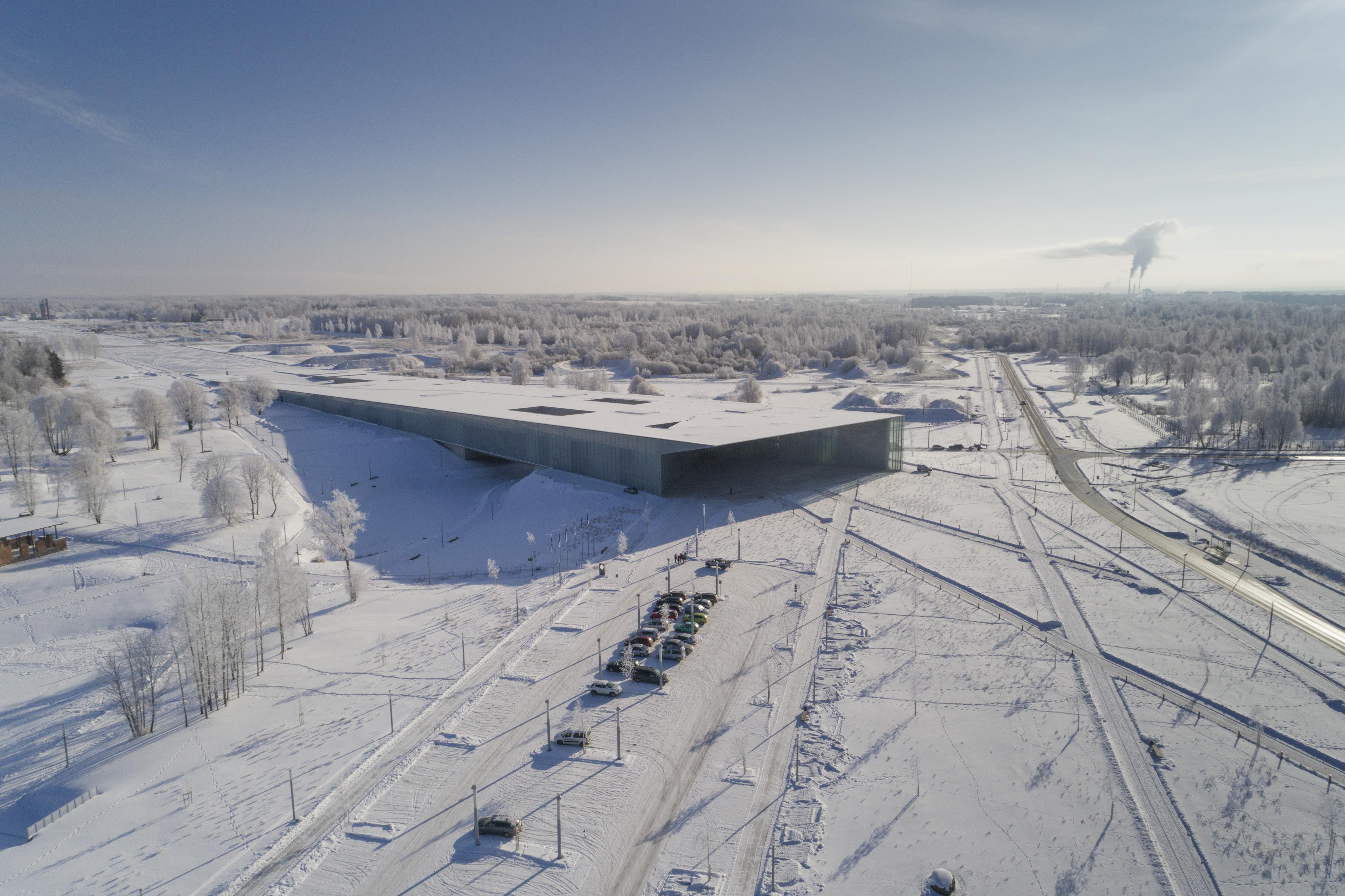
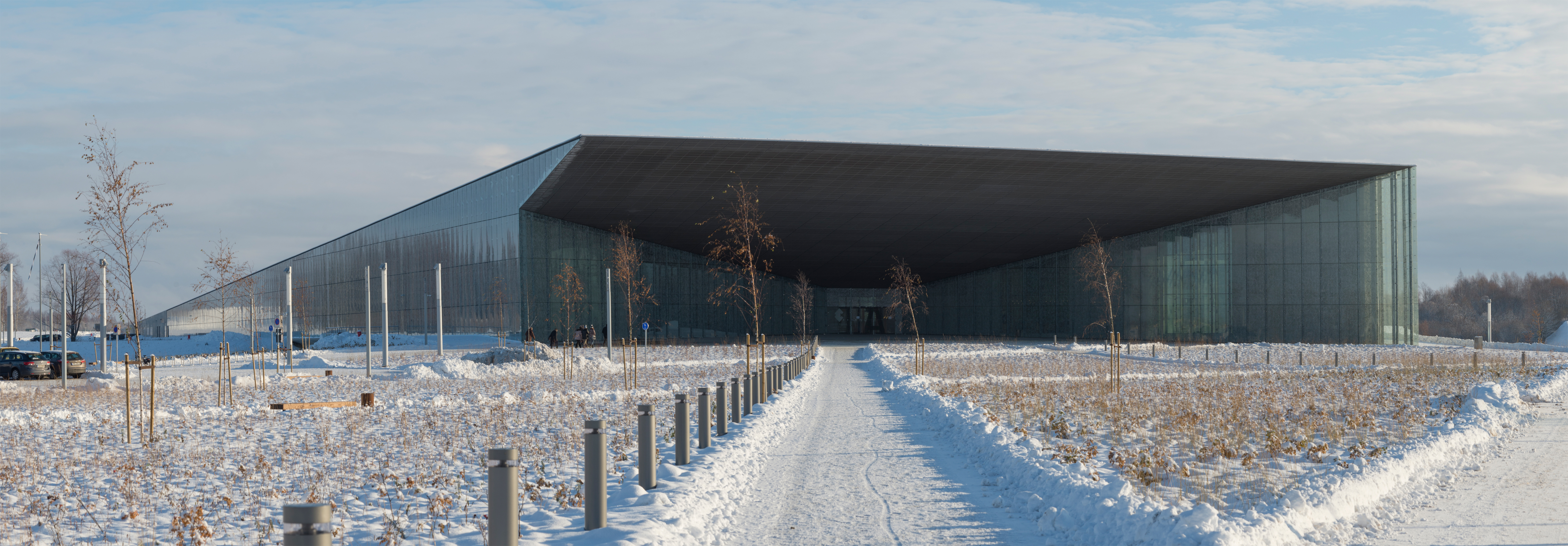
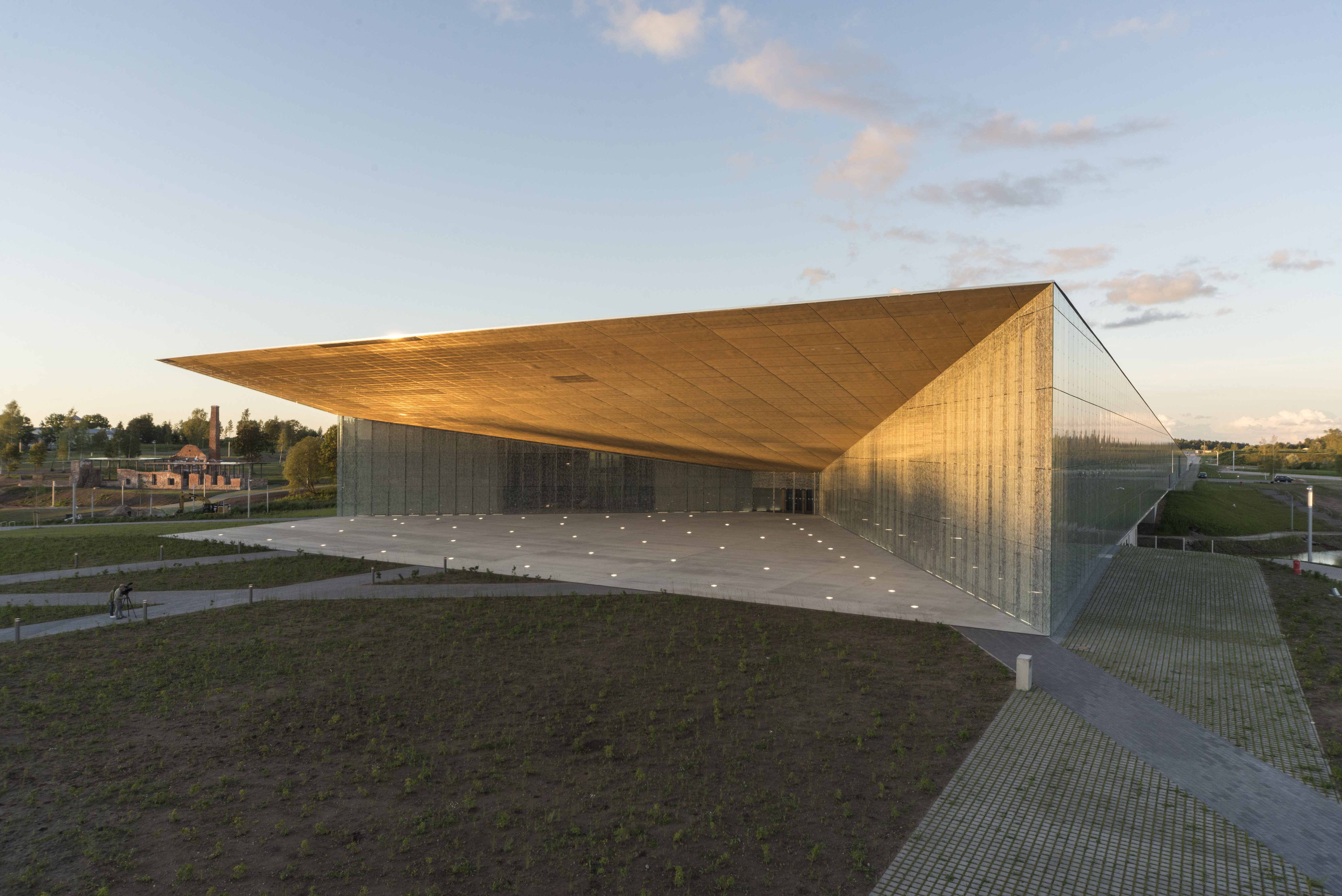
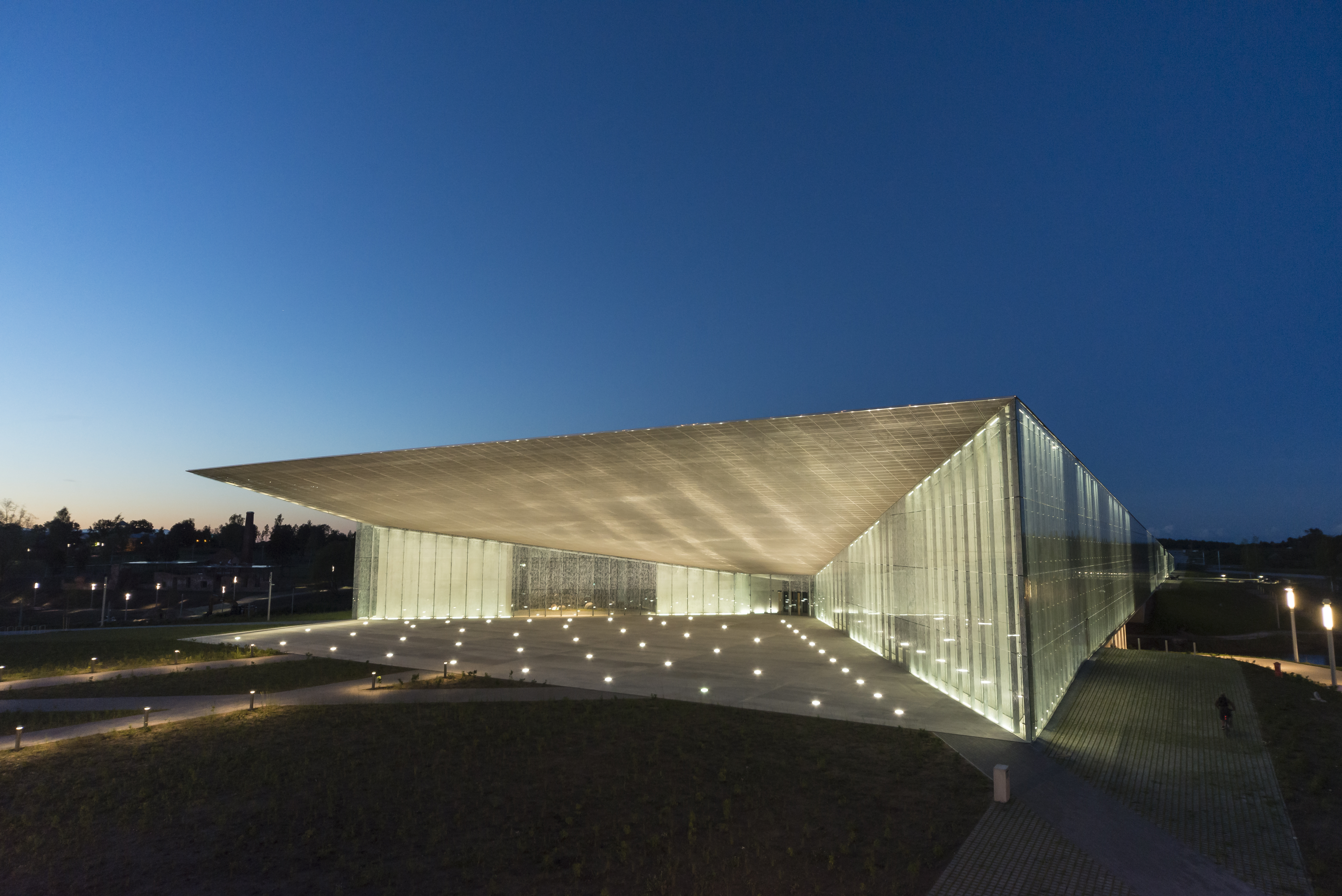
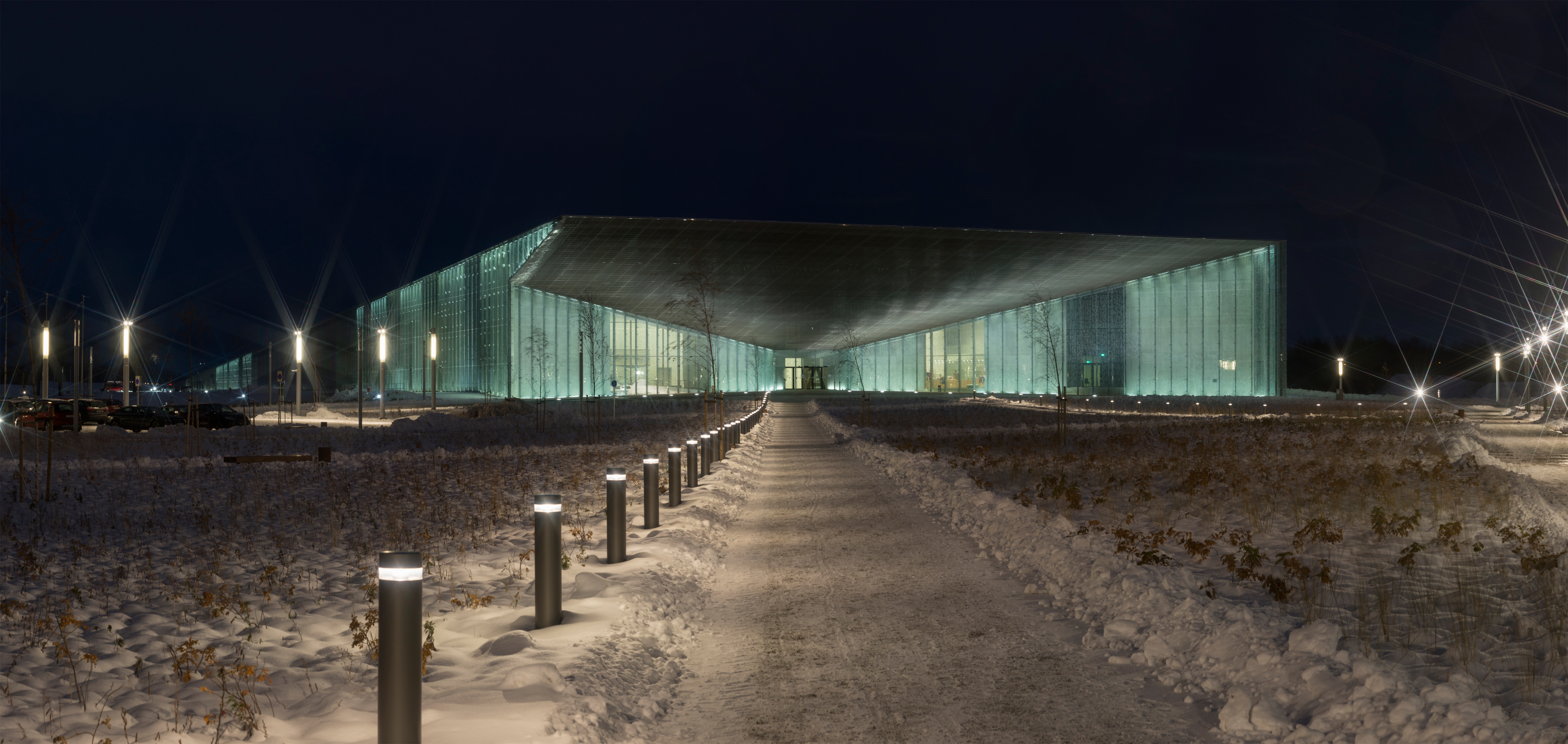
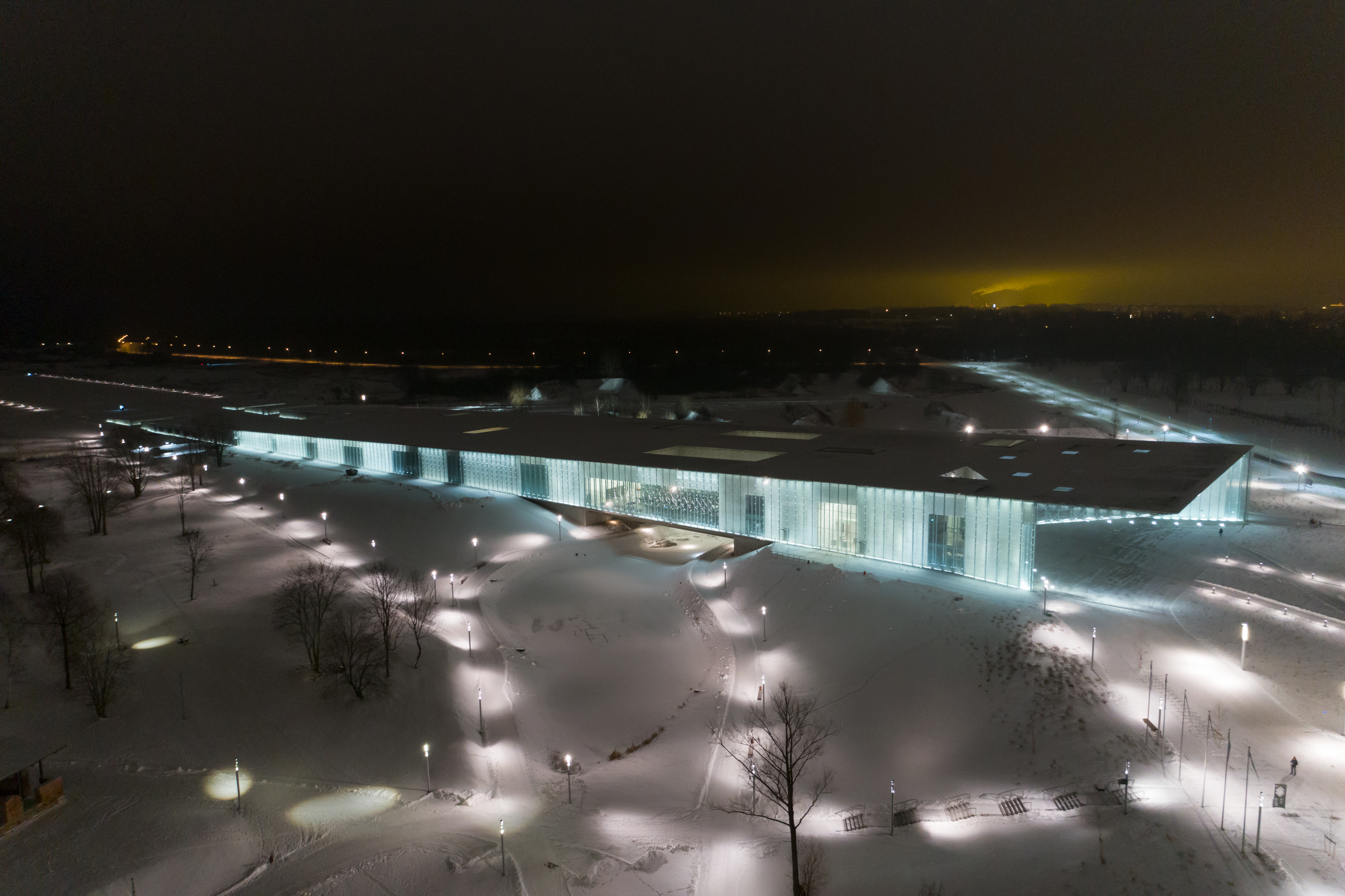